# Thorleif Hansen
Erik Thorleif Hansen, född 5 oktober 1948, är en svensk motocrossförare, tidigare på elitnivå.
Thorleif Hansen vann individuella SM-guld 1973, 1975, 1976, 1977, 1978 och 1982. I VM vann han som bäst silvermedalj. Han kör fortfarande aktivt för Upplands Väsby Motorklubb, och vann åldersgruppen 60+ i 2008 MTA Vet World Championships. Han tävlade med det uttalade mottot "Det viktigaste är inte att kämpa väl och deltaga, utan att vinna och vinna stort!".